# العلاقات التركية الكيريباتية
العلاقات التركية الكيريباتية هي العلاقات الثنائية التي تجمع بين تركيا وكيريباتي.

## مقارنة بين البلدين
هذه مقارنة عامة ومرجعية للدولتين:
| وجه المقارنة                                              | تركيا         | كيريباتي                        |
| --------------------------------------------------------- | ------------- | ------------------------------- |
| المساحة (كم2)                                             | 783.56 ألف    | 811                             |
| عدد السكان (نسمة)                                         | 80.14 مليون   | 116.40 ألف                      |
| الكثافة السكانية (ن./كم²)                                 | 102.28        | 14.35 ألف                       |
| العاصمة                                                   | أنقرة         | جنوب تاراوا                     |
| اللغة الرسمية                                             | اللغة التركية | لغة إنجليزية، اللغة الكيريباتية |
| العملة                                                    | ليرة تركية    | دولار كريباتي، دولار أسترالي    |
| الناتج المحلي الإجمالي (بليون دولار)                      | 851.10 مليار  | 196.15 مليون                    |
| الناتج المحلي الإجمالي (تعادل القوة الشرائية) بليون دولار | 1.57 تريليون  | 224.26 مليون                    |
| الناتج المحلي الإجمالي الاسمي للفرد دولار أمريكي          | 9.12 ألف      | 1.42 ألف                        |
| الناتج المحلي الإجمالي للفرد دولار أمريكي                 | 19.79 ألف     | 1.81 ألف                        |
| مؤشر التنمية البشرية                                      | 0.761         | 0.590                           |
| رمز المكالمات الدولي                                      | +90           | +686                            |
| رمز الإنترنت                                              | .tr           | .ki                             |
| المنطقة الزمنية                                           | ت ع م+03:00   |                                 |

## منظمات دولية مشتركة
يشترك البلدان في عضوية مجموعة من المنظمات الدولية، منها:
| علم المنظمة | اسم المنظمة                   | تاريخ انضمام تركيا | تاريخ انضمام كيريباتي |
| ----------- | ----------------------------- | ------------------ | --------------------- |
|             | بنك التنمية الآسيوي           | 1991               | 1974                  |
|             | مؤسسة التنمية الدولية         | 22 ديسمبر 1960     | 2 أكتوبر 1986         |
|             | يونسكو                        | 4 نوفمبر 1946      | 24 أكتوبر 1989        |
|             | الأمم المتحدة                 | 24 أكتوبر 1945     | 14 سبتمبر 1999        |
|             | الاتحاد البريدي العالمي       | ?                  | ?                     |
|             | البنك الدولي للإنشاء والتعمير | 11 مارس 1947       | 29 سبتمبر 1986        |
|             | الاتحاد الدولي للاتصالات      | 1866               | 3 نوفمبر 1986         |
|             | منظمة حظر الأسلحة الكيميائية  | ?                  | ?                     |
|             | مؤسسة التمويل الدولية         | 19 ديسمبر 1956     | 2 أكتوبر 1986         |

## وصلات خارجية
- موقع وزارة الخارجية التركية